# Diorthus vagus
Diorthus vagus är en skalbaggsart som först beskrevs av Charles Joseph Gahan 1891.  Diorthus vagus ingår i släktet Diorthus och familjen långhorningar.
Artens utbredningsområde är Senegal. Inga underarter finns listade i Catalogue of Life.